# Contrat à titre gratuit
Le contrat à titre gratuit est consenti dans une intention libérale (dons et legs) où une partie entend procurer à l'autre un avantage sans contreparties. Il s'oppose au contrat à titre onéreux.

## Droit par pays

### Droit français
L'article 1107 du Code civil définit le contrat à titre gratuit celui où « l'une des parties procure à l'autre un avantage sans attendre ni recevoir de contrepartie ».

### Droit québécois (Canada)
L'article 1381 al. 2 du Code civil du Québec définit le contrat à titre gratuit comme étant « celui par lequel l’une des parties s’oblige envers l’autre pour le bénéfice de celle-ci, sans retirer d’avantage en retour ».
L'art. 1633 C.c.Q. prévoit qu'« un contrat à titre gratuit ou un paiement fait en exécution d’un tel contrat est réputé fait avec l’intention de frauder, même si le cocontractant ou le créancier ignorait ces faits, dès lors que le débiteur est insolvable ou le devient au moment où le contrat est conclu ou le paiement effectué ». L'art. 2313 C.c.Q. définit le prêt à usage comme étant « le contrat à titre gratuit par lequel une personne, le prêteur, remet un bien à une autre personne, l’emprunteur, pour qu’il en use, à la charge de le lui rendre après un certain temps ».